# Klaus Pechstein
Klaus Pechstein (* 16. Februar 1941 in Linz am Rhein; † 2013 ebenda) war ein deutscher Schwimmsportler, der 1969 als erster Mensch den Rhein von Ilanz bis zur Mündung in der Nordsee durchschwamm. Er benötigte 30 Tage und schwamm 260 Stunden.
Pechstein war gelernter Silberschmied. In seiner Jugend schwamm er von Linz am Rhein nach Kripp und zurück. Seine Tochter Christiane war drei Monate alt, als er sein Vorhaben realisierte, die über 1200 km lange Strecke zu durchschwimmen. Pechstein startete in Ilanz in der Schweiz am 24.  September 1969. Die längste Tagesetappe erstreckte sich zwischen Kehl und Karlsruhe über 74 Kilometer. Bei Mannheim bekam Pechstein Magenschmerzen mit Erbrechen und Durchfall. Pechstein erreichte Hoek van Holland am 23. Oktober um 17:23 Uhr. Eine Wiederholung im Jahre 1983 musste Pechstein abbrechen.